# Otto von Guggenberg (Politiker, 1887)
Otto von Guggenberg zu Riedhofen, Herr und Landmann in Tirol (* 28. August 1887 in Brixen; † 9. Jänner 1971 ebenda) war ein Südtiroler Jurist und Politiker.

## Biographie
Otto von Guggenberg wurde 1887 als vierter Sohn des Politikers und Kurarztes Otto von Guggenberg geboren. Nach dem Studium der Rechtswissenschaften an den Universitäten Wien und Innsbruck kehrte er nach Brixen zurück. Im Ersten Weltkrieg diente er als Artillerieleutnant an der Südfront.
1919 wurde von Guggenberg zusammen mit Walter Lutz nach Bern entsandt, wo sie mit der Aufgabe betraut waren, auf Diplomaten der Entente, Zeitungskorrespondenten und einflussreiche Persönlichkeiten einzuwirken, um eine Annexion Südtirols durch Italien zu verhindern. Diese Bemühungen waren letztlich vergeblich. Nachdem ihm die italienische Regierung längere Zeit die Einreise verweigert hatte, konnte er erst 1925 in die Heimat zurückkehren. In der Folge kümmerte er sich beruflich um die Bewirtschaftung des Familienbesitzes.
Nach dem Ende des Zweiten Weltkriegs wurde von Guggenberg 1945 zum Vize-Bürgermeister von Brixen bestellt, er legte dieses Amt aber bereits 1946 nach Differenzen mit dem italienischen Präfekten nieder. Im selben Jahr vertrat er zusammen mit Friedl Volgger die Südtiroler Interessen bei der Pariser Friedenskonferenz, in deren Rahmen das Gruber-De-Gasperi-Abkommen geschlossen wurde. Von 1947 bis 1952 fungierte er als Landessekretär der Südtiroler Volkspartei (SVP), von 1952 bis 1954 als deren Obmann. In den Jahren von 1948 bis 1958 vertrat von Guggenberg seine Partei als Mitglied der Abgeordnetenkammer im italienischen Parlament.